# Clone Wars Adventures
Clone Wars Adventures was een online-spel van Sony Online Entertainment uit 2010 en speelde zich af in een virtuele wereld gebaseerd op de tekenfilmserie Star Wars: The Clone Wars uit 2008. Spelers maakten een avatar aan en namen deel aan verschillende minigames om zo Republic Credits te winnen waarmee men nieuwe wapens, schepen en andere zaken kon aankopen.
Clone Wars Adventures kon men gratis downloaden en spelen, hoewel het merendeel van de opties en spellen enkel toegankelijk is wanneer men een betaald lidmaatschap had. Daarnaast konden veel zaken enkel aangekocht worden met "Station Cash", een speciale munteenheid waarmee men aan de hand van echt geld virtueel geld kon aankopen.
Het spel ging offline op 31 maart 2014.

## Lidmaatschap

### Niet-leden
Clone Wars Adventures was gratis te downloaden en te spelen, maar er was een beperking op het aantal beschikbare spellen, materialen en levels.

### Leden
Voor enkele Amerikaanse dollars per maand had men toegang tot alle opties, behalve zaken die men enkel kon aankopen met Station Cash.

## Station Cash Kaart
Een "Station Cash"-kaart diende men aan te kopen via kanalen zoals GameStop en Walmart. Elke kaart kostte net geen 10 Amerikaanse dollar en werd omgezet in 1000 Station Cash. Dit virtuele geld kon ook gebruikt worden in sommige andere "Star Wars"-spellen.

## Locatie spel
Het spel vond plaats in de Jedi Tempel op Coruscant. Spelers konden interacties doen met andere karakters zoals Anakin Skywalker, Captain Rex en Obi-Wan Kenobi. Men kon hier meer dan 20 verschillende minigames starten.

### Huis van de speler
Elke speler had een eigen persoonlijk huis. Niet-leden werden ondergebracht in een padawan-dormitorium terwijl leden beschikten over een groter en in te richten Jedi-appartement. Spelers konden met Station Cash ook een ander huis aankopen dat bijvoorbeeld een eigen startbaan had voor hun ruimteschip.

### Oorlogskamer
In de oorlogskamer vond men karakters terug zoals Mace Windu, Commander Cody en Plo Koon. Hier kon men spellen spelen met "the Republic Defender" en "Attack Cruiser".

### Hangaar
Dit was de plaats waar Anakin Skywalker, R2-D2, Kit Fisto en Captain Breaker verbleven. In de hangaar kon men voornamelijk racespellen opstarten met de Starfighter en Speederbike.

### Trainingkamer
In dit spelonderdeel vond men Captain Rex, Luminara Unduli, Obi-Wan Kenobi en Adi Gallia. Hier kon men een cursus volgen in Blaster Training en lichtzwaard-vechten. maart

### Archiefkamer
Aayla Secura en Jocasta Nu hielden het archief bij. Hier kon de speler voornamelijk kwisspelletjes spelen.

### De Workshop
Eeth Koth, Commander Gree en Commander Bly bevonden zich hier. In de workshop leerde men hoe de droides kunnen geprogrammeerd worden, hoe men kan infiltereren, ...

### Lounge
In dit spelonderdeel vond men Ahsoka Tano, Barriss Offee en Commander Cards. In de Lounge kon men voornamelijk casino- en kaartspellen spelen.

### Officers' Club (enkel voor leden)
Leden konden communiceren met Yoda en spelletjes zoals mijnenveger spelen.

### Constructiekamer Lichtsabel (enkel voor leden)
Dit was de locatie van Ki-Adi-Mundi.

## Huisdieren en robots

### Droid
Spelers konden robotten aankopen zoals een R2-D2. Voor deze robots kon men ook accessoires en uitbreidingen aankopen zodat deze bijvoorbeeld kunnen dansen, schieten, ....

## Gezelschapsdieren
Men kon gezelschapsdieren aankopen zoals een Convor (een vogelachtige) en bijhorende accessoires zoals een helm of leiband.

## Kindvriendelijk
Gezien het spel gebaseerd was op een tekenfilm werd er extra aandacht besteed aan kinderen. Daarom werden er strikte filters gebruikt in de chatroom zodat het posten van ongepast taalgebruik of het doorgeven van persoonlijke gegevens tot een minimum werd herleid.